# Obléhání Konstantinopole (674–678)
Obléhání Konstantinopole v letech 674 až 678 bylo prvním vážným útokem muslimských Arabů směřujícím proti hlavnímu městu byzantské říše. Arabové neměli dostatek síly, aby dokázali prolomit opevnění Konstantipole a tak přistoupili k pravidelnému obléhání. To bylo na moři prováděno arabskou flotilou. Ta byla nakonec poražena byzantským loďstvem pomocí nové ničivé byzantské zbraně, známé jako „řecký oheň“. Třebaže vítězství Byzantinců zbrzdilo islámskou expanzi, Arabové nebyli definitivně odraženi a zhruba o třicet let později oblehli Konstantinopol znovu.